# Pescarolo Sport

Unternehmens-Logo

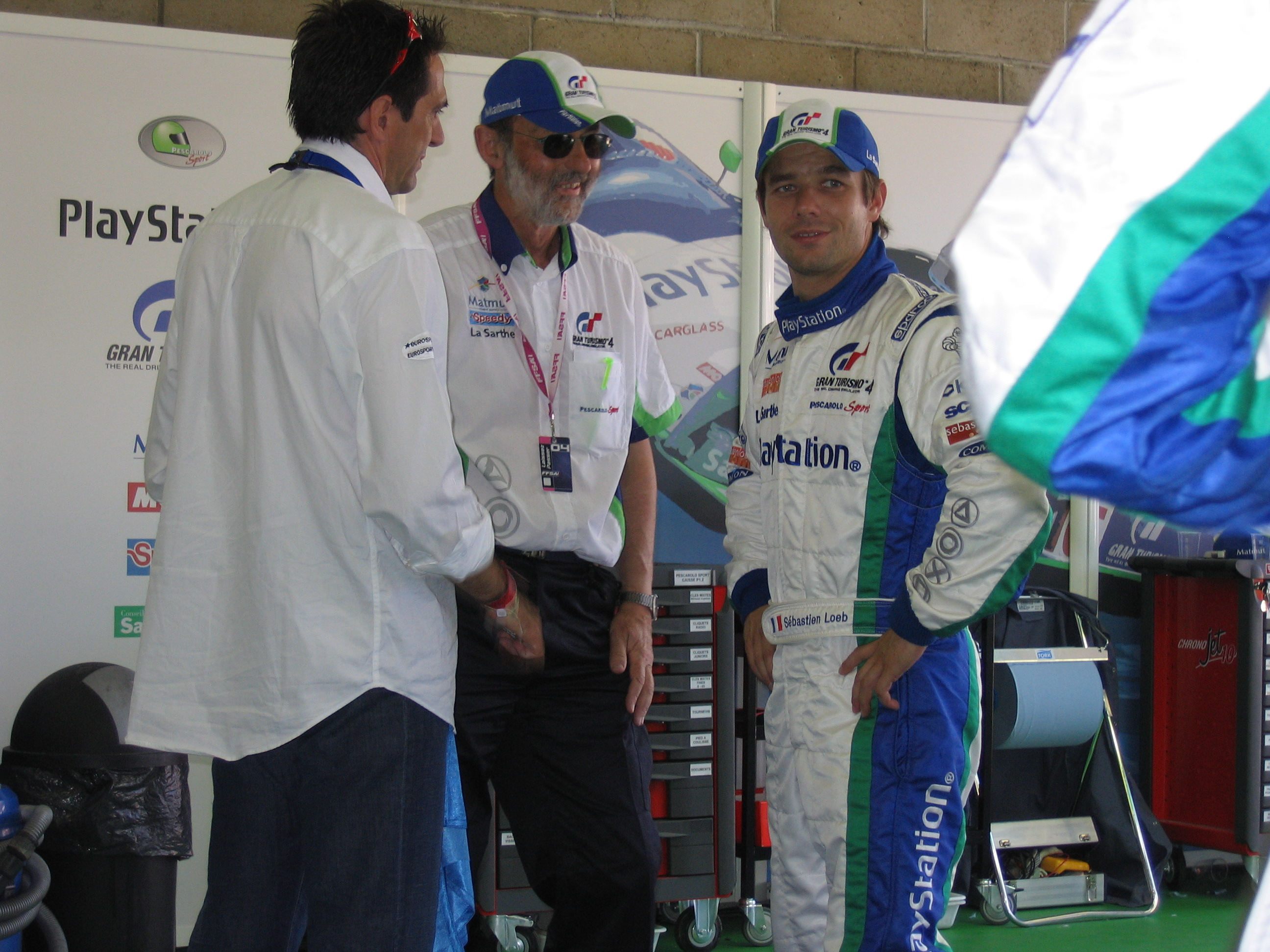
Henri Pescarolo und Sébastien Loeb (rechts) 2005 in Le Mans

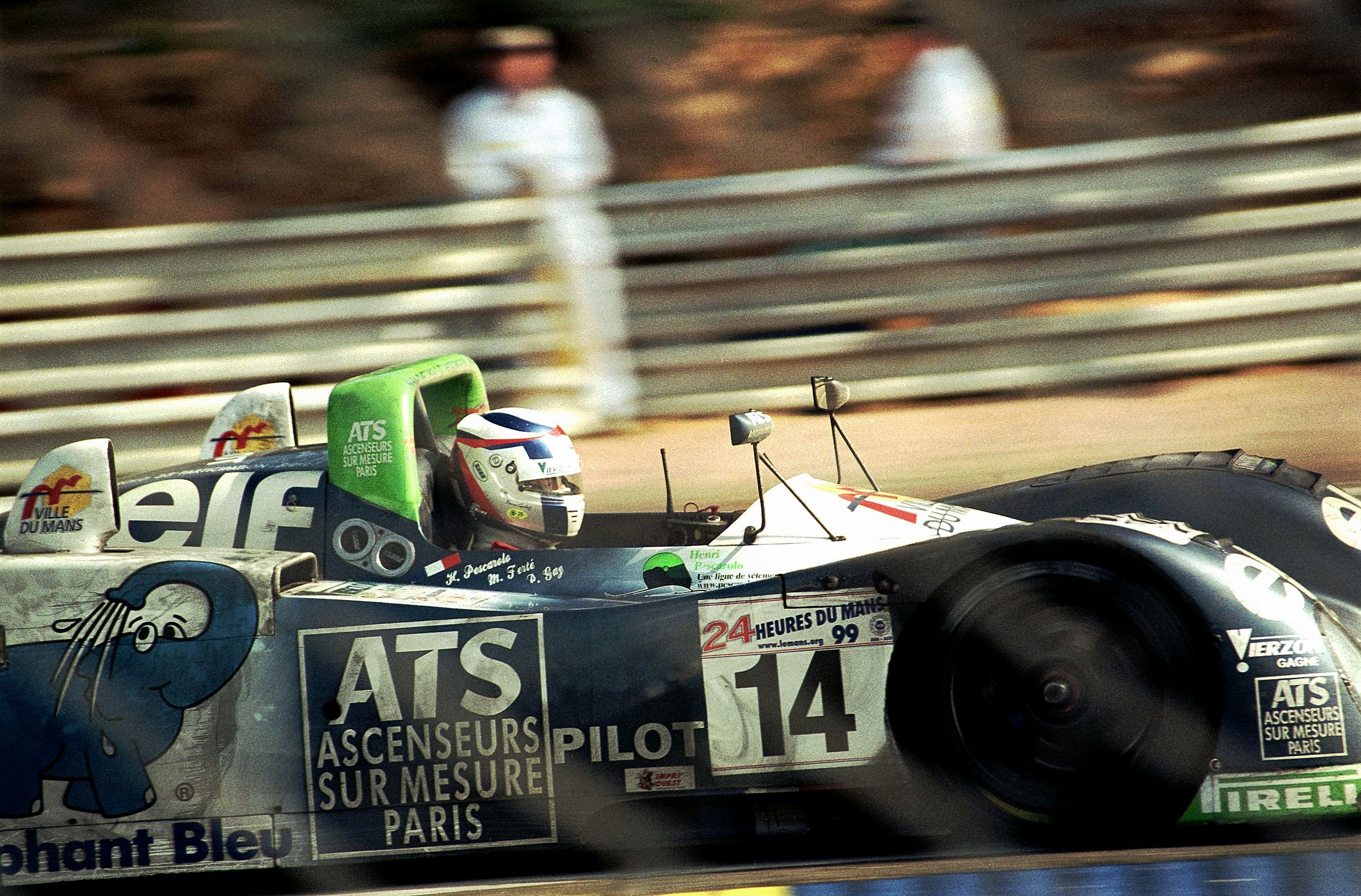
Erstmals mit eigenem Team in Le Mans; Michel Ferté am Steuer eines Courage C50, beim 24-Stunden-Rennen von Le Mans 1999

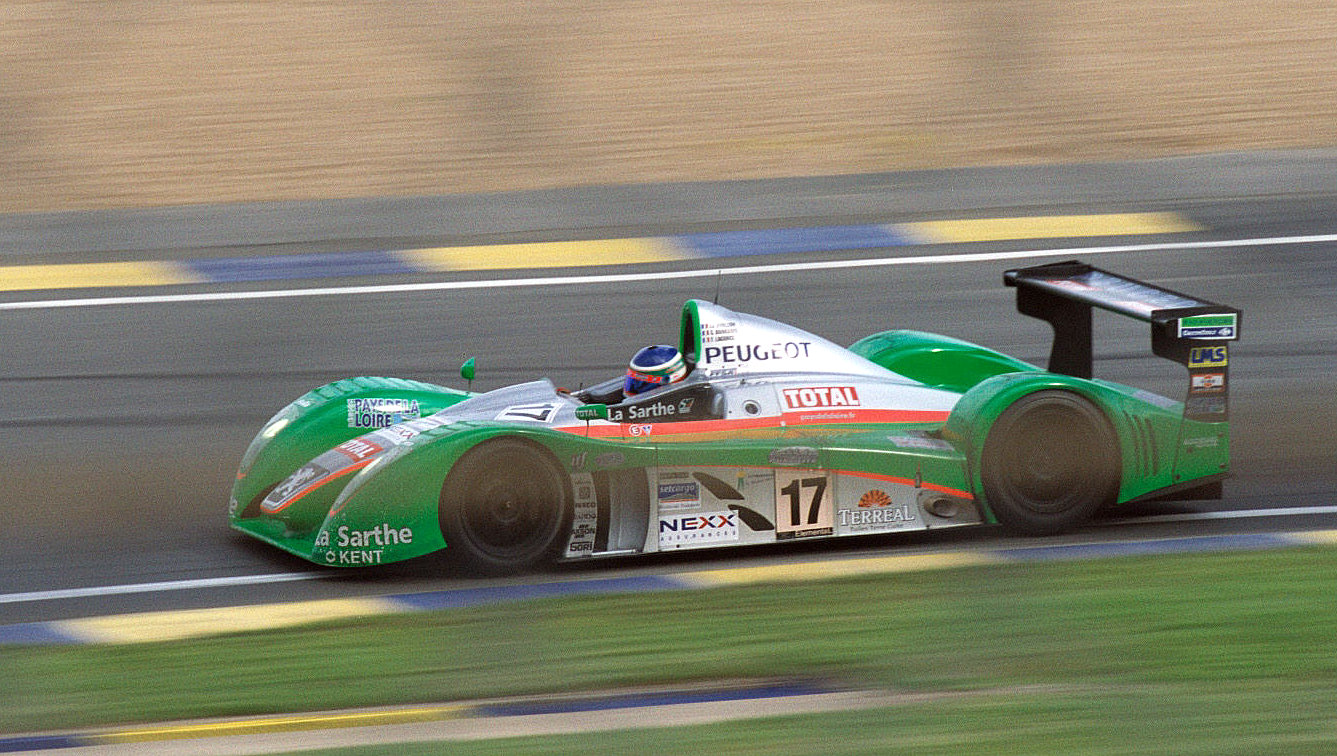
24-Stunden-Rennen von Le Mans 2002, zehnter Gesamtrang für den Pescarolo-Courage C60 von Sébastien Bourdais, Jean-Christophe Boullion und Franck Lagorce

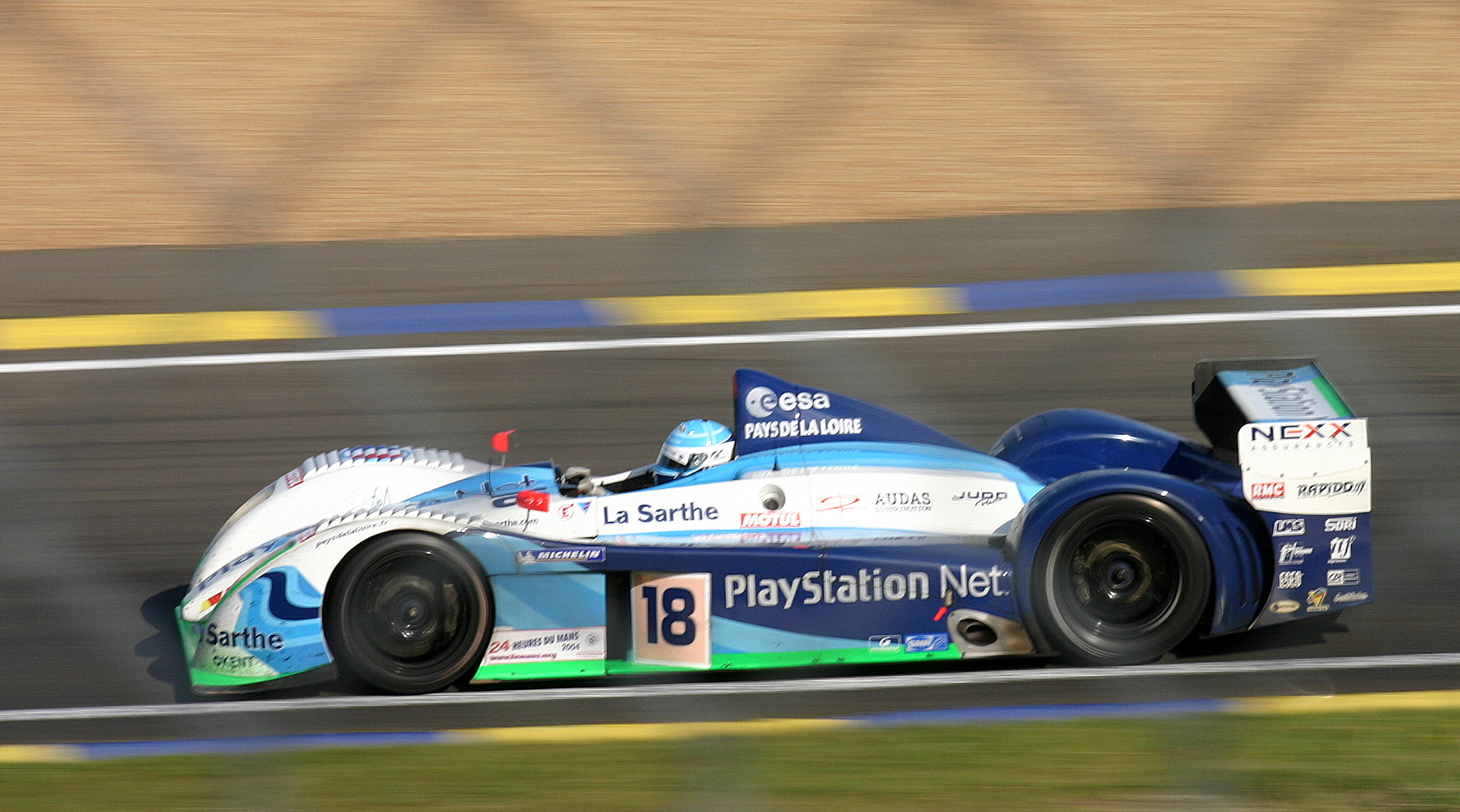
Der Pescarolo C60 von Soheil Ayari, Érik Comas und Benoît Tréluyer bim 24-Stunden-Rennen von Le Mans 2004

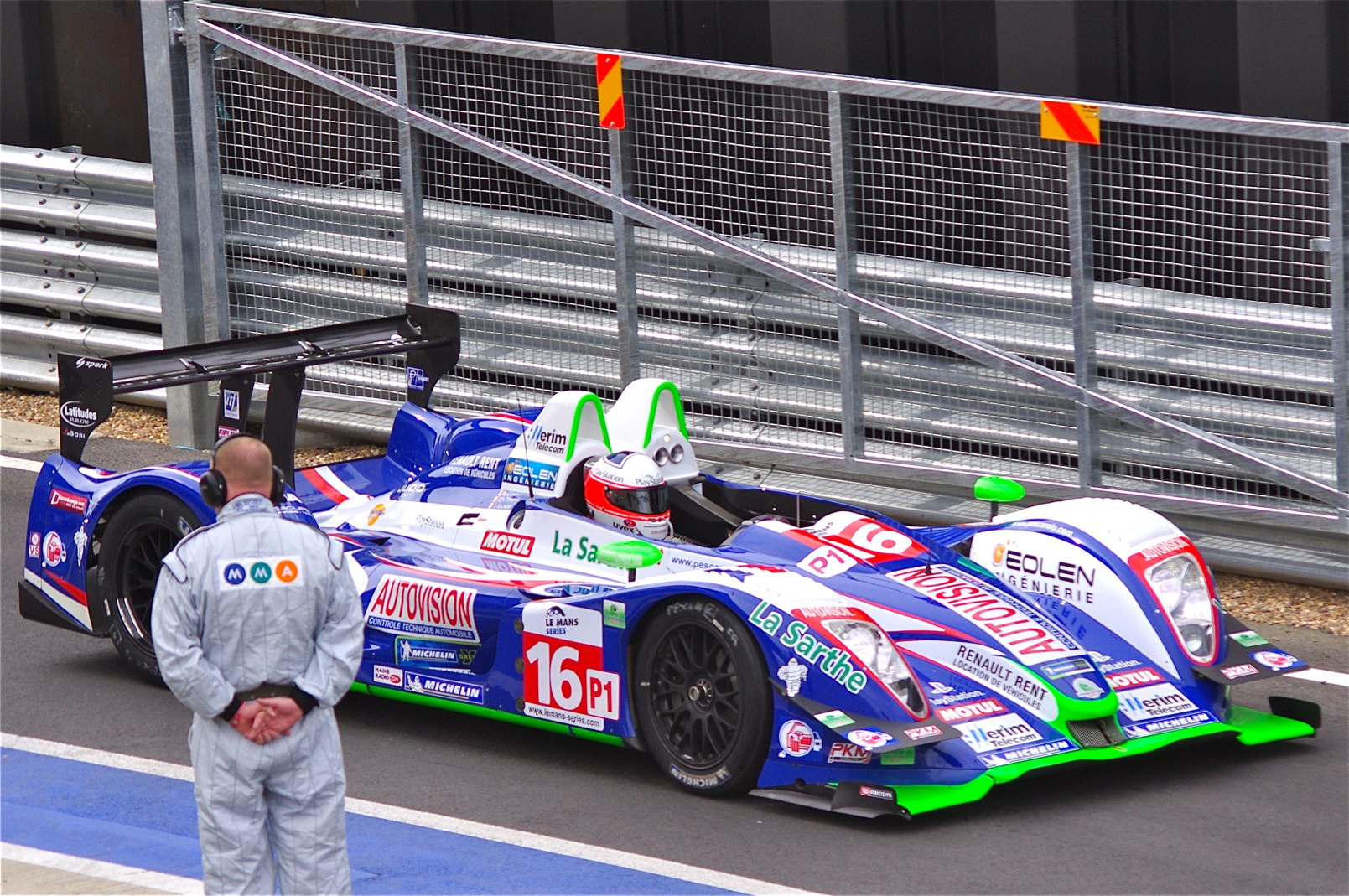
Pescarolo 01 von Emmanuel Collard, Christophe Tinseau und Julien Jousse beim 6-Stunden-Rennen von Silverstone 2011

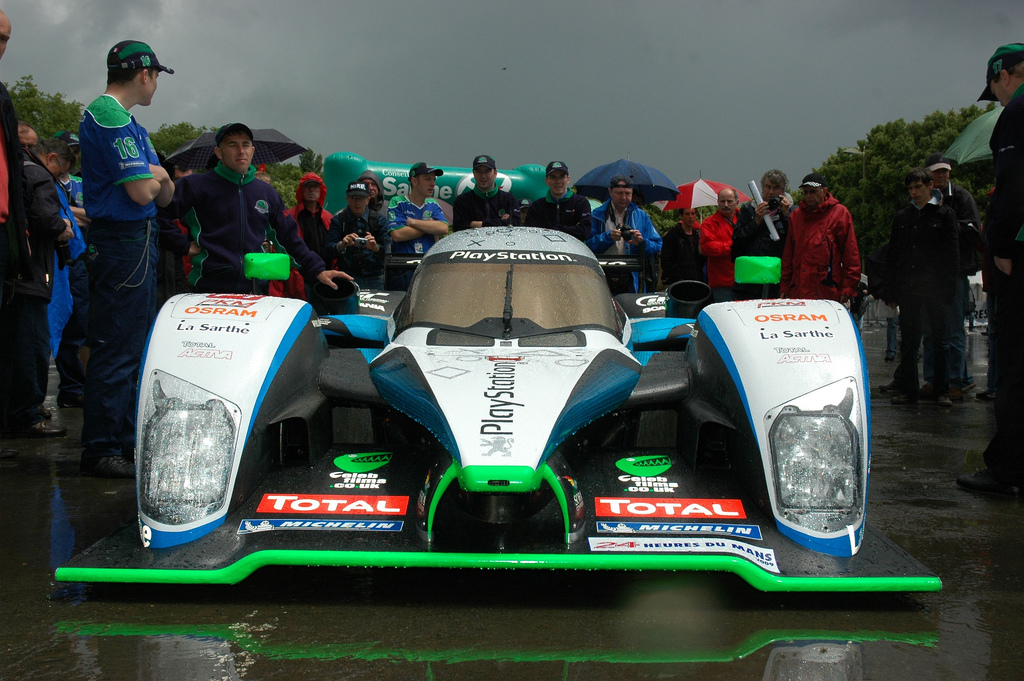
Der Pescarolo-Sport-Peugeot 908 HDi FAP

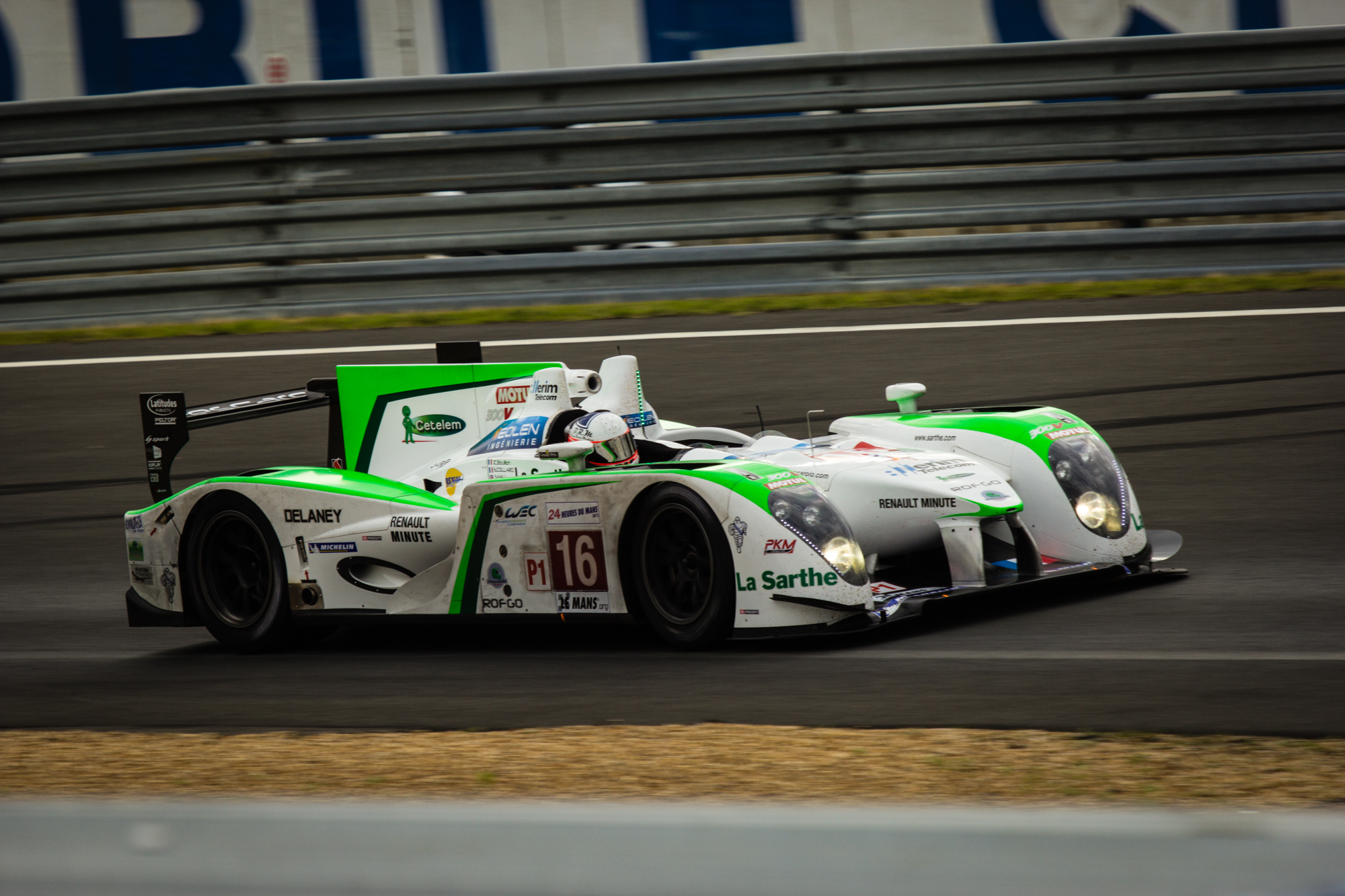
Pescarolo 03, der letzte Rennwagen von Pescarolo Sport

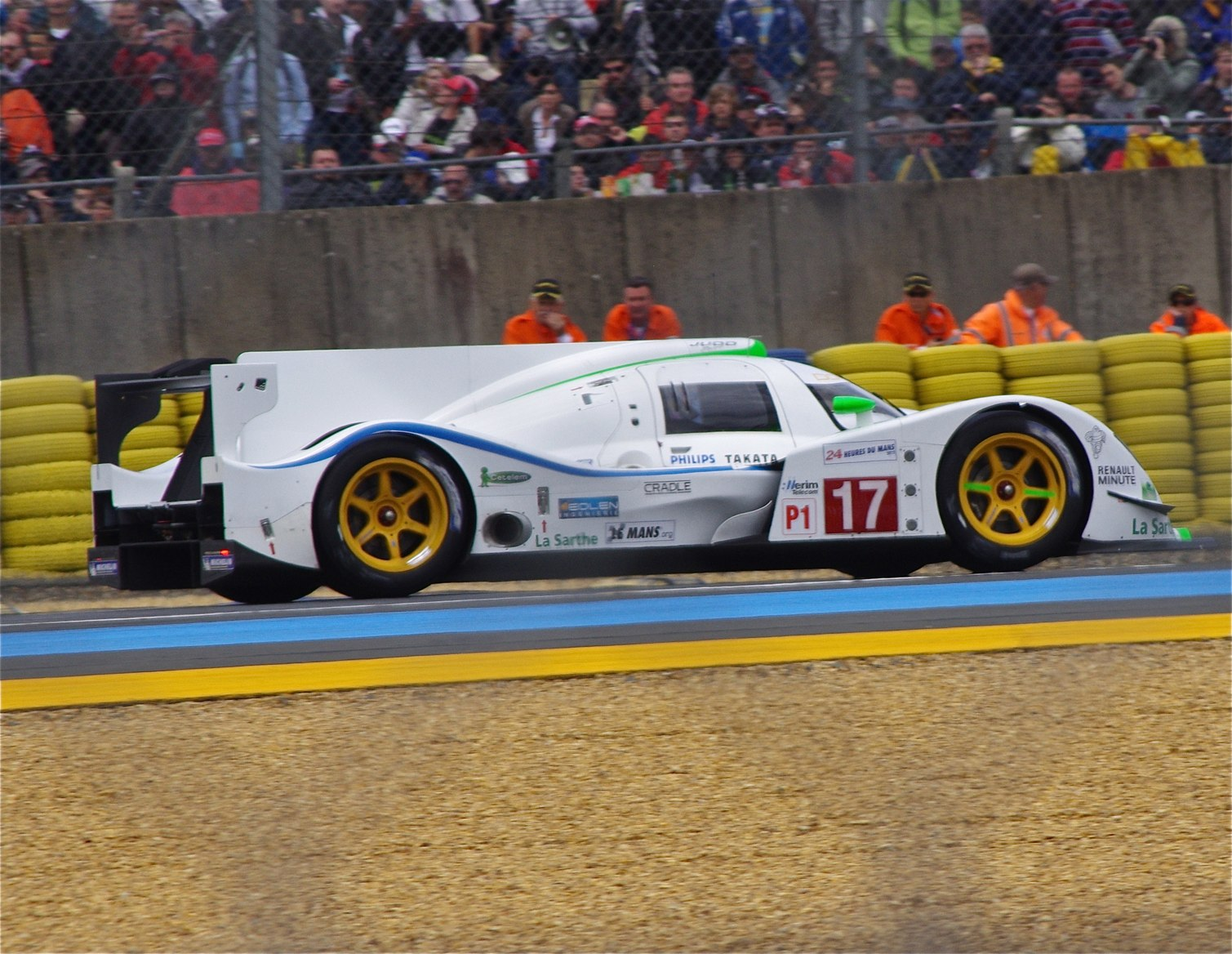
Der von Pescarolo Sport beim 24-Stunden-Rennen von Le Mans 2012 eingesetzte Dome S102.5

Pescarolo Sport war ein Motorsportteam mit Sitz in Le Mans, das im Februar 2000 von dem französischen Rennfahrer Henri Pescarolo und seinem Freund und Partner, dem französischen Verleger François Granet, gegründet wurde. Der Rennstall startete in der European Le Mans Series und nahm mehrmals am 24-Stunden-Rennen von Le Mans teil. Im Oktober 2007 erwarb Henri Pescarolo das von Jacques Nicolet geführte Saulnier Racing Team und gründete gemeinsam mit ihm Pescarolo Automobiles, wobei das Rennteam eine Abteilung des neuen Unternehmens wurde. Pescarolo Automobiles ging am 15. Juni 2010 in Konkurs. Nach einem Liquidationsverkauf wurde das Unternehmen an Henri Pescarolo zurückverkauft und für die Saison 2011 in Pescarolo Team umbenannt. Die finanzielle Situation des Teams verbesserte sich jedoch nicht. Es wurde im Januar 2013 endgültig aufgelöst. 

## Renngeschichte
Henri Pescarolo ist Rekordstarter in Le Mans. Zwischen 1966 und 1999 kam er auf 33 Rennteilnahmen. 1972, 1973, 1974 und 1984 gewann er das Rennen. Von 1994 bis 1998 fuhr Pescarolo mit einigem Erfolg für das Team Courage Compétition, entschied sich aber 1999, sein eigenes Team für die 24 Stunden von Le Mans zu leiten, blieb jedoch Courage verbunden, der als Kundenteam mit dem Werkschassis fahren sollte. Das Team hieß zunächst Pescarolo Promotion Racing Team und erreichte einen neunten Platz.
Nach diesem Erfolg beschloss Pescarolo, sich als Fahrer aus dem Rennsport zurückzuziehen, dem Sportwagensport aber als Teambesitzer treu zu bleiben. Am 1. Januar 2000 wurde Pescarolo Sport in Le Mans, auf dem Gelände des Circuit de la Sarthe und in der Nähe des Hauptsitzes von Courage Compétition, gegründet. Pescarolo blieb eng mit Courage verbunden und nutzte dessen C52-Chassis (eigentlich ein umbenanntes C41-Chassis von 1997) sowie eine Vereinbarung mit Peugeot über die Lieferung neuer Turbomotoren. Das Renndebüt gab das Team beim 500-km-Rennen von Silverstone, einem Wertungslauf der American Le Mans Series dieses Jahres. Olivier Grouillard, Emmanuel Clérico und Sébastien Bourdais kamen vier Runden hinter dem siegreichen BMW V12 LMR von JJ Lehto und Jörg Müller als Gesamtsechste ins Ziel. Bei seiner ersten Teilnahme in Le Mans erreichte das Team einen überraschenden vierten Platz mit den Fahrern Sébastien Bourdais, Olivier Grouillard und Emmanuel Clerico, hinter den drei Werks-Audi R8, angeführt von Frank Biela, Tom Kristensen und Emanuele Pirro.
2001 kaufte Pescarolo zwei neue Courage C60 (Chassisnummern 03 und 04) für verschiedene Rennen der American Le Mans Series, die Le Mans Series und das Rennen in Le Mans. Das Team erlebte in Le Mans einen Rückschlag; nur ein einziges Auto erreichte abgeschlagenen den 13. Platz. Dieses Problem wurde allerdings bald im Juli desselben Jahres behoben, als Pescarolo seinen ersten Sieg beim 1000-km-Rennen von Estoril erreichte. Am Steuer des Courage C60 saßen Jean-Christophe Boullion, Laurent Redon und Boris Derichebourg. Zwei Wochen später folgte ein Sieg vor heimischem Publikum beim zur FIA-Sportwagen-Meisterschaft zählenden 2:30-Stunden-Rennen von Magny-Cours. 2002 kam der Rennwagen-Konstrukteur André de Cortanze zu Pescarolo Sport. Das Team bestritt eine komplette Saison der FIA-Sportwagen-Meisterschaft, gewann zwei Saisonrenne und sicherte sich den zweiten Platz in der Teamwertung hinter Racing for Holland. In Le Mans verbesserte sich das Team nicht wesentlich und erreichte mit seinem einzigen ins Ziel kommenden Auto nur den zehnten Platz.
Im Jahr 2003 bekam das Team erste Probleme. Pescarolo hatte finanzielle Schwierigkeiten. Obwohl das Team Ende des Jahres beim erstmals ausgetragenen 1000-km-Rennen von Le Mans den zweiten Platz belegte, kündigte Peugeot an, die Motorenlieferung an das Team einzustellen, was auch zum Verlust von Sponsorengeldern führte. Mit Hilfe des neuen Sponsors Sony und der Werbung für die PlayStation 2 sowie Gran Turismo 4 konnte Pescarolo das Geld für den Kauf neuer Judd-GV5-V10-Motoren auftreiben und erste Entwicklungsarbeiten durchführen. Da die Courage C60 nicht perfekt waren, begann Pescarolo Sport mit der Entwicklung neuer Karosserien und mechanischer Elemente, um die Leistung der Fahrzeuge zu steigern. Für die Saison 2004 wurden die Fahrzeuge wegen der großen Unterschiede gegenüber den Standardmodellen von Courage in Pescarolo C60 umbenannt. Trotz der knappen finanziellen Mittel war Pescarolo Sport in den folgenden Jahren der einzige nennenswerte Gegner der dominanten Audi R8. In Le Mans fuhren 2005 Emmanuel Collard, Jean-Christophe Boullion und Érik Comas im C60 hinter dem Audi von Tom Kristensen/JJ Lehto/Marco Werner auf den zweiten Gesamtrang. Diesen Erfolg wiederholte das Team 2006 mit dem Trio Sébastien Loeb/Éric Hélary/Franck Montagny. Dazu kamen die Meisterschaftserfolge in den Le Mans Series 2005 und 2006, die ersten für den Rennstall.

## Eigenes Rennfahrzeug und Insolvenz
Nach dem Ende der Saison 2006 gab Pescarolo Sport seine Pläne bekannt, für 2007 ein eigenes, völlig neues Chassis zu entwickeln, um den neuen Vorschriften für die Le-Mans-Prototypen zu entsprechen. Die neuen Fahrzeuge, bekannt als Pescarolo 01, erhielten ein neues Chassis und eine Karosserie, die aus den vorherigen Pescarolo C60 weiterentwickelt wurde. Pescarolo wurde erstmals Hersteller und bot die 01 nicht nur Kundenteams in der Topklasse LMP1, sondern auch in der kleineren LMP2 zum Kauf an. Nach zwei Fahrzeugen für Pescarolo Sport wurden 01 an Rollcentre Racing und Kruse Motorsport für den Einsatz in der Saison der Le Mans Series 2007 geliefert. Pescarolo fuhr erstmals eine ganze Saison lang mit zwei Fahrzeugen an der Seite seiner Kunden. Pescarolo verwendete ein neues Farbschema, das an die Matra-Simcas wie den Matra MS650 von Henri Pescarolo aus den 1970er-Jahren in Le Mans erinnerte. Die Lackierung war überwiegend blau und hatte rote oder gelbe Frontpartien. Bei den 24 Stunden von Le Mans 2007 erreichte der 01 von Collard/Boullion/Romain Dumas mit dem dritten Gesamtrang erneut das Siegerpodium.
2008 verkaufte Henri Pescarolo den Rennstall an Sora Composites, einen französischen Kunststoffproduzenten. Das Team verbesserte den 01 für die ELMS-Saison 2009 und setzte dort zwei Fahrzeuge ein. Für die 24 Stunden von Le Mans gab Pescarolo Sport bekannt, dass eines der Fahrzeuge, die Pescarolo im Rennen einsetzen werde, ein dieselbetriebener Peugeot 908 HDi FAP sein sei, der von Peugeot selbst geliehen wurde. Das Team werde ihn beim 24-Stunden-Rennen neben dem Originalfahrzeug von Pescarolo-Judd einsetzen. Der Unfall von Benoît Tréluyer im Rennen brachte das Team erneut in schwere finanzielle Turbulenzen, da laut Leihvertrag der Wagen in dem technischen Zustand an Peugeot zurückgestellt werden musste, in dem er übernommen wurde. An der schwierigen Situation änderte auch der Erfolg in der Asian Le Mans Series 2009 nichts. Dort fuhr Pescarolo unter dem Teamnamen Sora Racing.
2010 versuchte Pescarolo, trotz der angespannten finanziellen Lage eine Teilnahme in Le Mans zu erreichen, wo er die Einladung für zwei Fahrzeuge erhalten hatte. Der Plan über die Agentur Gravity Sports Management und bezahlt von Genii Capital Bezahlfahrer zu engagieren, ließ sich nicht verwirklichen und Pescarolo ging in Insolvenz. Als Pescarolo Sport im Oktober seine Vermögenswerte liquidierte, kauften Jacques Nicolet und Joël Rivière Grundstücke, Hallen und Inventar und kündigten an, sie Henri Pescarolo für einen Neuanfang zur Verfügung zu stellen. Das Pescarolo Team nahm mit einem Fahrzeug an der Le Mans Series 2011 teil und gewann dort sein Comeback-Rennen sowie das Abschlussrennen des Jahres. Die beiden Fahrer, Emmanuel Collard und Julien Jousse, die die gesamte Saison absolviert hatten, führten den Wagen zur Meisterschaft. Der 01 wurde in der bewährten Version eingesetzt, wobei der 5-Liter-V10-Motor durch ein 3,4-Liter-V8-Agreggat ersetzt wurde.

## Letztes Rennen und Ende
Der Pescarolo 01 wurde ein letztes Mal beim 12-Stunden-Rennen von Sebring 2012 eingesetzt, dann wurde ein neuer Rennwagen entwickelt, der auf dem glücklosen Aston Martin AMR-One basierte. Das Fahrzeuge erhielt wesentliche Umbauten, um den neuen Regeln zu entsprechen, und wurde für das 24-Stunden-Rennen von Le Mans 2012 gemeldet. Die Konstruktion war ein Fehlschlag. Jean-Christophe Boullion bezeichnete den als Pescarolo 03 bezeichneten Wagen als gefährlich und schlicht unfahrbar. Im Rennen wurde der Wagen nach zwei Stunden Fahrzeit zurückgezogen. Der zweite Pescarolo in Le Mans war ein von Toyota Motorsport geliehener Dome S102.5. Das Fahrzeug lief dort als Versuchsträger für die neu entwickelten Toyota TS030 Hybrid und war voller Sensoren und Kabelbäume, die für den Rennbetrieb nicht benötigt wurden und in der kurzen Zeit bis zum Rennen aber nicht mehr ausgebaut werden konnten. Ständige Kurzschlüsse zwangen den Wagen immer wieder an die Boxen. Der Dome kam ins Ziel, mangels zurückgelegter Distanz aber nicht in die Wertung. Hier endete die Teamgeschichte und Anfang 2013 wurde Pescarolo Sport endgültig liquidiert.

## Pescarolo 02 und versuchte Rückkehr
Sora Composites baute ab 2009 Pescarolo-02-Prototypen für die Fahrschule des Automobile Club de l’Ouest auf dem Circuit Bugatti. 2014 wurde eine geschlossene Version des Fahrzeugs für die LMP3-Klasse angekündigt, die aber genauso wenig erschien wie der geschlossene Pescarolo 04. Da Sora im Besitz der Namensrechte war, erhielten diese Fahrzeuge eine Pescarolo-Nummerierung, obwohl sie mit den Teamgründern nichts mehr zu tun hatten. Die Idee, einen Peugeot 9X8 in der FIA-Langstrecken-Weltmeisterschaft 2023 einzusetzen, ging nicht über das Ankündigungsstadium hinaus.

## Tourenwagensport
Pescarolo Sport war zwei Jahre erfolgreich in der französischen Tourenwagen-Meisterschaft aktiv. Soheil Ayari gewann sowohl 2004 als auch 2005 die Fahrerwertung. Neben Ayari fuhren Éric Hélary und Grégory Guilvert die Rennwagen Peugeot 406 Silhouette und 407 Silhouette. Das Team erreichte 26 Rennsiege und gewann in beiden Jahren überlegen die Teamwertung.